# 全集

全集與餘集的關係，以文氏圖表示。

数学上，特别是在集合论和数学基础的应用中，全类（Universe，若是集合，则稱作全集）是一个（在某种程度上）包含了所有的研究对象和集合的类。

## 在特定场合下
这个一般概念有數個精确的版本。最简单的情況下可以將任意集合{\displaystyle U}定義成全集，只要研究的對象都是其子集。若研究实数，则所有实数的集合实数线{\displaystyle \mathbb {R} }就是全集。在1870年代和1880年代，康托尔第一次发展现代朴素集合论和势的概念以應用於实分析，這時他默认地使用著的全集就是实数线{\displaystyle \mathbb {R} }。康托尔一开始关心的也只是{\displaystyle \mathbb {R} }的子集。
这种全集概念在文氏图的应用中有所反映。在文氏图中，所有的操作按例都是在一个表示全集{\displaystyle U}的大长方形內進行。集合通常表示为圆形，但这些集合只能是{\displaystyle U}的子集。集合{\displaystyle A}的补集则为长方形中表示{\displaystyle A}的圆形的外面的部分。严格地说，这是{\displaystyle A}对{\displaystyle U}的相对补集'{\displaystyle U\backslash A}；但在{\displaystyle U}是全集的场合下，这可以被当成是{\displaystyle A}的绝对补集'{\displaystyle A^{C}}。同样的，有一個稱為空交集的概念，即零个集合的交集（指没有集合，而不是空集）。要是没有全集，空交集就會是所有东西组成的集合，这一般被认为是不可能的；但有了全集，空交集可以被当成是有条件（即{\displaystyle U}）下的所有东西组成的集合。
在基于布尔格的代数方法研究基础集合理论时，这种惯例非常有用。但对公理化集合论的一些非标准形式并非如此，例如新基础集合论，这里所有集合的类并不是布尔格，而仅仅是相对有补格。相反，{\displaystyle U}的幂集，即{\displaystyle U}的所有子集组成的集合，是一个布尔格。上述的绝对补集是布尔格中的补运算；而空交集{\displaystyle U}则作为布尔格中的最大元（或空交）。这里，适用于补运算、交运算和并运算（集合论中的并集）的德·摩根律成立，而且对空交和空并（即空集）也成立。

## 在一般数学中
然而，當考虑過给定集合{\displaystyle X}的子集（在康托尔的例子中，{\displaystyle X=\mathbb {R} }），可能就会进一步关心{\displaystyle X}的子集组成的集合。
（例如：{\displaystyle X}上的一个拓扑就是一个{\displaystyle X}的子集组成的集合。）
这些不同的{\displaystyle X}的子集组成的集合本身，一般而言并不是{\displaystyle X}的子集，却是{\displaystyle X}的幂集{\displaystyle \mathbf {P} X}的子集。当然，这还没有完；可以进一步考虑{\displaystyle X}的子集组成的集合所组成的集合，等等。另一个方向是：可以考慮笛卡尔积{\displaystyle X\times X}，或从{\displaystyle X}映射到其自身的函数。接著，還可以考慮笛卡尔积上的函数，或从{\displaystyle X}映射到{\displaystyle X\times \mathrm {P} X}的函数，等等。
这样，尽管主要关心的是{\displaystyle X}，仍然需要一个比{\displaystyle X}大很多的全集。顺着上面的思路，可能需要{\displaystyle X}上的超结构。这可以通过结构递归来定义，如下：
- 设{\displaystyle \mathbf {S} _{0}X}为{\displaystyle X}自身。
- 设{\displaystyle \mathbf {S} _{1}X}为{\displaystyle X}和{\displaystyle \mathbf {P} X}的并集。
- 设{\displaystyle \mathbf {S} _{2}X}为{\displaystyle \mathbf {S} _{1}X}和{\displaystyle \mathbf {P} (\mathbf {S} _{1}X)}的并集。
- 一般的，设{\displaystyle \mathbf {S} _{n+1}X}为{\displaystyle \mathbf {S} _{n}X}和{\displaystyle \mathbf {P} (S_{n}X)}的并集。则{\displaystyle X}上的超结构，写作{\displaystyle \mathbf {S} X}，为{\displaystyle \mathbf {S} _{0}X}，{\displaystyle \mathbf {S} _{1}X}，{\displaystyle \mathbf {S} _{2}X}，等等，的并集；或

{\displaystyle \mathbf {S} X:=\bigcup _{i=0}^{\infty }\mathbf {S} _{i}X{\mbox{.}}\!}
注意到，无论初始集合{\displaystyle X}如何，空集总是属于{\displaystyle \mathbf {S} _{1}X}。重定义空集为冯·诺伊曼序数{\displaystyle [0]}。则{\displaystyle \{[0]\}}，是仅含有空集為元素的集合，属于{\displaystyle \mathbf {S} _{2}X}；定义为冯·诺伊曼序数{\displaystyle [1]}。类似的，{\displaystyle \{[1]\}}属于{\displaystyle \mathbf {S} _{3}X}，则{\displaystyle \{[0]\}}和{\displaystyle \{[1]\}}的并集{\displaystyle \{[0],[1]\}}也属于该集合；定义为冯·诺伊曼序数{\displaystyle [2]}。重复这个过程，所有的自然数都通过其冯·诺伊曼序数在超结构中表现出来。然后，若{\displaystyle x}和{\displaystyle y}属于这个超结构，则{\displaystyle \{\{x\},\{x,y\}\}}（这个集合表示了有序对{\displaystyle (x,y)}）也属于它。从而，这个超结构将包含各种所想要的笛卡尔积。而且，这个超结构也包含各种函数和关系，因为他们可以被表示为笛卡尔积的子集。以及，还能够得到有序 n元组，表示定義域为冯·诺伊曼序数{\displaystyle [n]}的函数。等等。
所以，就算仅从{\displaystyle X=\{\}}出发，也可以构造大量的用于数学研究的集合，它们都是在{}上的超结构裡的某個元素。但是，這樣{\displaystyle \mathbf {S} \{\}}的每个元素都會是有限集合。每个自然数都属于{\displaystyle \mathbf {S} \{\}}，但“所有”自然数的集合{\displaystyle \mathbb {N} }不属于{\displaystyle \mathbf {S} \{\}}（尽管它是{\displaystyle \mathbf {S} \{\}}的“子集”）。实际上，{\displaystyle X}上的超结构包含了所有的遗传有限集合。这样，它可以被认为是“有限主义数学的全集”。可以想像一下，假若19世纪的有限主义者利奥波德·克罗内克當時能使用到这个全集的話；他會相信每个自然数都存在，而集合{\displaystyle \mathbb {N} }（一个"完全的无穷大"）則不然。
然而，对一般的数学家（它们不是有限主义者）来说，{\displaystyle \mathbf {S} \{\}}是不足够的，因为尽管{\displaystyle \mathbb {N} }是{\displaystyle \mathbf {S} \{\}}的子集，但{\displaystyle \mathbb {N} }的幂集仍然不是。特别的，任意的实数集合都不是。所以，需要重新开始这个过程，来构造{\displaystyle \mathbf {S} (\mathbf {S} \{\})}。不過，為简单起见，就只用给出的自然数集合{\displaystyle \mathbb {N} }来构造{\displaystyle \mathbf {S} \mathbb {N} }，即{\displaystyle \mathbb {N} }上的超结构。这通常被认为是“一般数学的全集”。其意思是指，一般研究的所有數學物件，都已作為这个全集的元素而包含其中。例如：任何通常的实数的构造方式（比如通過戴德金分割）都會属于{\displaystyle \mathbf {S} \mathbb {N} }。即使是非标准分析，也能够在自然数的一個非标准模型上的超结构中进行。
應當注意，这個部分在觀念上有些改变，这裡全集是任何被关心的集合{\displaystyle U}。上个部分中，被研究的集合是全集的子集；而现在，它们是全集的元素。这样尽管{\displaystyle \mathbf {P} (\mathbf {S} X)}是一个布尔格，但相应的{\displaystyle \mathbf {S} X}不是。因此，几乎不直接采用布尔格和文氏图来描述这种超结构式的全集；在上个部分中，它们被用来描述幂集式的全集。作为替代，可以采用独立的布尔格{\displaystyle \mathbf {P} A}，这里{\displaystyle A}是{\displaystyle \mathbf {S} X}中任意相应的集合；则{\displaystyle \mathbf {P} A}是{\displaystyle \mathbf {S} X}的子集（实际上它属于{\displaystyle \mathbf {S} X}）。

## 在集合论中
正式來說，可以給出一個精确定义，來說明為何{\displaystyle \mathbf {S} \mathbb {N} }为一般數學的全集；这是策梅洛集合论的模型。策梅洛集合论是由恩斯特·策梅洛最初在1908年提出的公理集合论。策梅洛集合论的成功完全在于它能够公理化"一般"数学，完成了康托尔在三十年之前开始的课题。但策梅洛集合论对进一步发展公理集合论和数学基础中的其他工作，特别是模型论，是不够的。举一个戏剧性的例子：上述超结构的描述并不能独立地在策梅洛集合论中完成！
最后一步，构造{\displaystyle \mathbf {S} }成为一个无限并集，需要代换公理；这条公理在1922年被加入策梅洛集合论，成为如今通用的策梅洛-弗兰克尔集合论。所以，尽管一般数学可以在{\displaystyle \mathbf {S} \mathbb {N} }中进行，对{\displaystyle \mathbf {S} \mathbb {N} }的讨论則不再"一般"，而是轉向元数学的領域。
但是，若在超级的集合论中，可以发现上述的超结构过程只是超限归纳法的开始。回到{\displaystyle X=\{\}}（空集），并用（标准的）符号{\displaystyle V_{i}}表示{\displaystyle \mathbf {S} _{i}\{\}}。则有{\displaystyle V_{0}=\{\}}，{\displaystyle V_{1}=\mathbf {P} \{\}}，等等，和前面一样。但是，所谓"超结构"现在只是这个列中的下一项：{\displaystyle V_{\omega }}，这里{\displaystyle \omega }为第一个无穷序数。按照序数知识，得到：
{\displaystyle V_{i}:=\bigcup _{j<i}\mathbf {P} V_{j}\!}
可以对任意序数{\displaystyle i}定义{\displaystyle V_{i}}。所有{\displaystyle V_{i}}的并集为冯·诺伊曼全集{\displaystyle V}：
{\displaystyle V:=\bigcup _{i}V_{i}\!}。注意，每个单独的{\displaystyle V_{i}}都是集合，但他们的并集{\displaystyle V}是一个真类。跟代换公理差不多时候加入ZF系统的正则公理斷言，每个集合都属于{\displaystyle V}。